# Seznam největších světových firem podle tržeb
Tento seznam řadí světové firmy (resp. konsolidované celky) podle výše jejich tržeb z prodeje zboží, výrobků a služeb v miliardách amerických dolarů za poslední účetní období (zpravidla rok 2022). Pokud je hospodářský rok společnosti odlišný od kalendářního, jsou uvedeny tržby za hospodářský rok, ve kterém je z kalendářního nejvíce měsíců. Seznam obsahuje společnosti s tržbami vyššími než 250 miliard. 
Podbarvené řádky značí státem vlastněné podniky. 
| Pořadí | Název                                | Obor                   | Tržby | Zisk  | Zaměstnanci | Sídlo          | Ref.        |
| ------ | ------------------------------------ | ---------------------- | ----- | ----- | ----------- | -------------- | ----------- |
| 1.     | Walmart                              | maloobchod             | 611,3 | 11,7  | 2 100 000   | USA            | [ 1 ]       |
| 2.     | Saudi Aramco                         | ropa a zemní plyn      | 603,7 | 159,1 | 70 496      | Saúdská Arábie | [ 2 ]       |
| 3.     | State Grid Corporation of China      | energetika             | 530   | 8,2   | 870 287     | Čína           | [ 3 ]       |
| 4.     | Amazon Inc.                          | maloobchod             | 514   | -2,7  | 1 541 000   | USA            | [ 4 ]       |
| 5.     | Vitol                                | komodity               | 505   | 15    | 1 560       | Švýcarsko      | [ 5 ] [ 6 ] |
| 6.     | China National Petroleum Corporation | ropa a zemní plyn      | 483   | 21,1  | 1 087 049   | Čína           | [ 7 ]       |
| 7.     | China Petrochemical Corporation      | ropa a zemní plyn      | 471,2 | 9,7   | 527 487     | Čína           | [ 8 ]       |
| 8.     | ExxonMobil                           | ropa a zemní plyn      | 413,7 | 55,7  | 63 000      | USA            | [ 9 ]       |
| 9.     | Apple Inc.                           | elektronika            | 394,3 | 99,8  | 164 000     | USA            | [ 10 ]      |
| 10.    | Shell plc                            | ropa a zemní plyn      | 386,2 | 20,1  | 93 000      | USA            | [ 11 ]      |
| 11.    | UnitedHealth Group                   | zdravotnictví          | 324,2 | 20,1  | 400 000     | USA            | [ 12 ]      |
| 12.    | CVS Health                           | zdravotnictví          | 322,5 | 4,2   | 259 500     | USA            | [ 13 ]      |
| 13.    | Trafigura                            | komodity               | 318,5 | 7     | 12 347      | Singapur       | [ 14 ]      |
| 14.    | China State Construction Engineering | stavebnictví           | 305,9 | 4,2   | 382 492     | Čína           | [ 15 ]      |
| 15.    | Berkshire Hathaway                   | finance                | 302,1 | -22,8 | 383 000     | USA            | [ 16 ]      |
| 16.    | Volkswagen Group                     | automobilový průmysl   | 293,7 | 15,2  | 675 805     | Německo        | [ 17 ]      |
| 17.    | Uniper                               | energetika             | 288,3 | -20   | 7 008       | Německo        | [ 18 ]      |
| 18.    | Alphabet Inc.                        | informační technologie | 282,8 | 60    | 190 234     | USA            | [ 19 ]      |
| 19.    | McKesson Corporation                 | zdravotnictví          | 276,7 | 3,6   | 375 235     | USA            | [ 20 ]      |
| 20.    | Toyota                               | automobilový průmysl   | 275,4 | 18,1  | 375 235     | Japonsko       | [ 21 ]      |
| 21.    | TotalEnergies                        | ropa a zemní plyn      | 263,3 | 20,5  | 101 279     | Francie        | [ 22 ]      |
| 22.    | Glencore                             | komodity               | 256   | 17,3  | 81 284      | Švýcarsko      | [ 23 ]      |